# Dwór w Chociczy Wielkiej
Dwór w Chociczy Wielkiej – dwór z przełomu XIX–XX wieku, położony we wsi Chocicza Wielka, zlokalizowanej w województwie wielkopolskim, w powiecie wrzesińskim, w gminie Września. Dwór wzniesiono dla niemieckiej rodziny von Jouanne’ów.

## Opis
Budynek dworu został wzniesiony na wysokim podpiwniczeniu, ma jedną kondygnację. Przestrzeń mieszkalna zlokalizowana jest w dachu mansardowym. Od strony ogrodu na fasadzie zbudowano jeden nad drugim półokrągłe balkony, z których dolny jest szerszy. Z obu stron dłuższych fasad znajdują się wysokie ryzality, z czego ryzalit frontowy dzielony jest pilastrami. Otaczający obiekt park został nasadzony w okresie budowy dworu.

## Historia
Dwór powstał na przełomie XIX-XX wieku, a jego właścicielem w roku 1930 był Maksymilian von Jouanne. Cztery lata wcześniej majątek liczył 1540 hektarów, a na jego terenie znajdowały się cegielnia oraz gorzelnia.

## Galeria

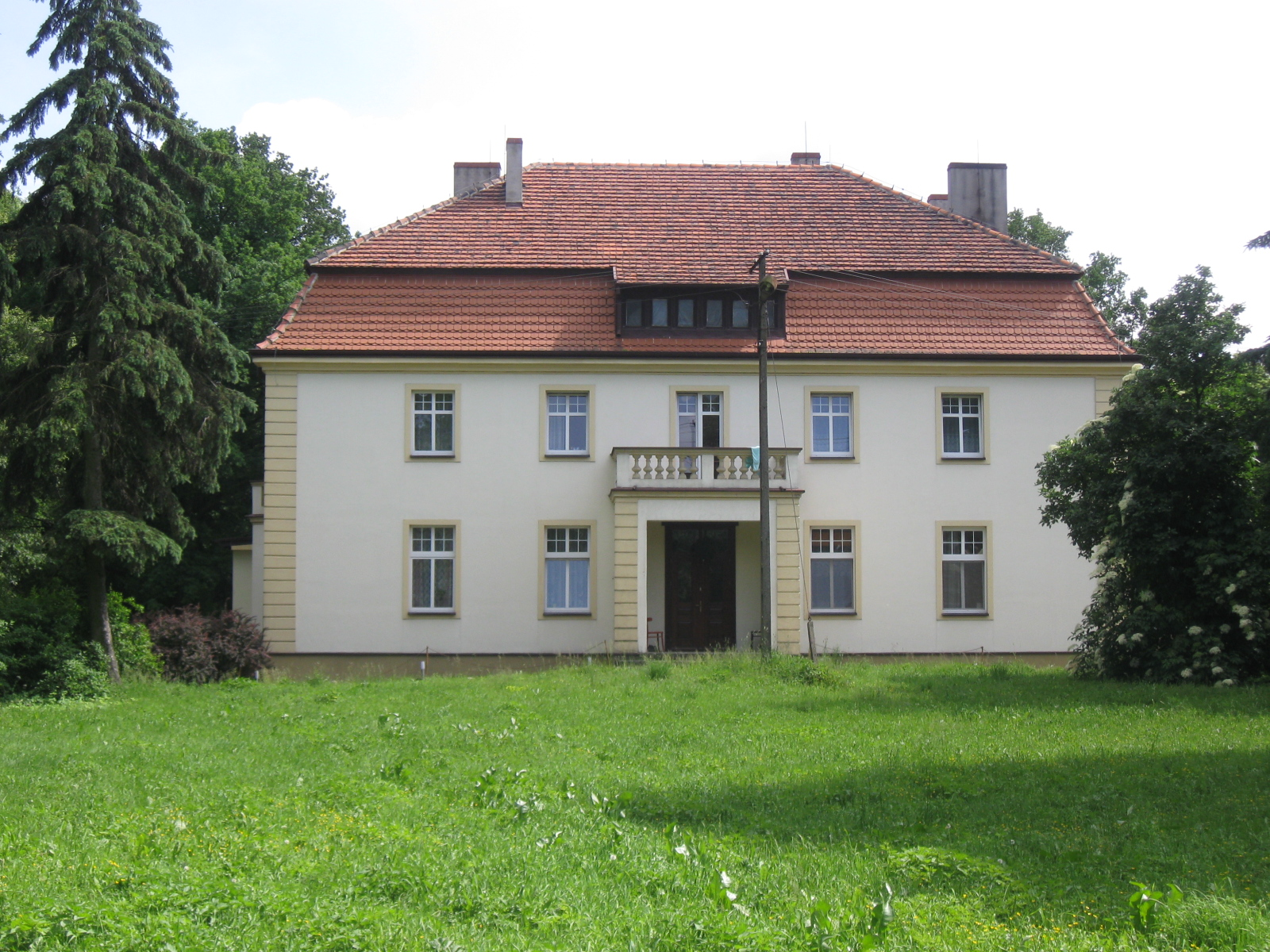
Frontowa ściana dworu
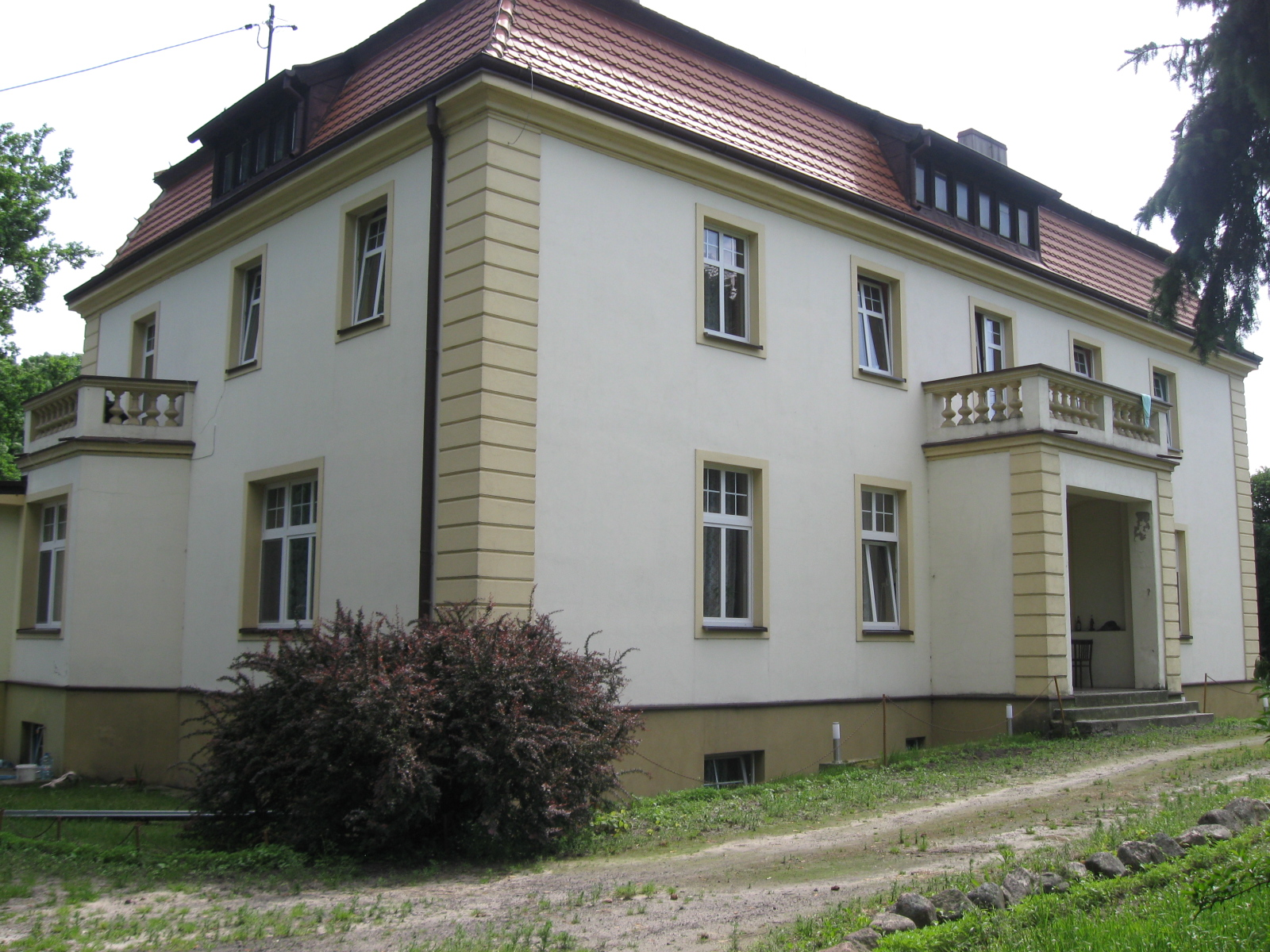
Dwór, ściana frontowa i zachodnia
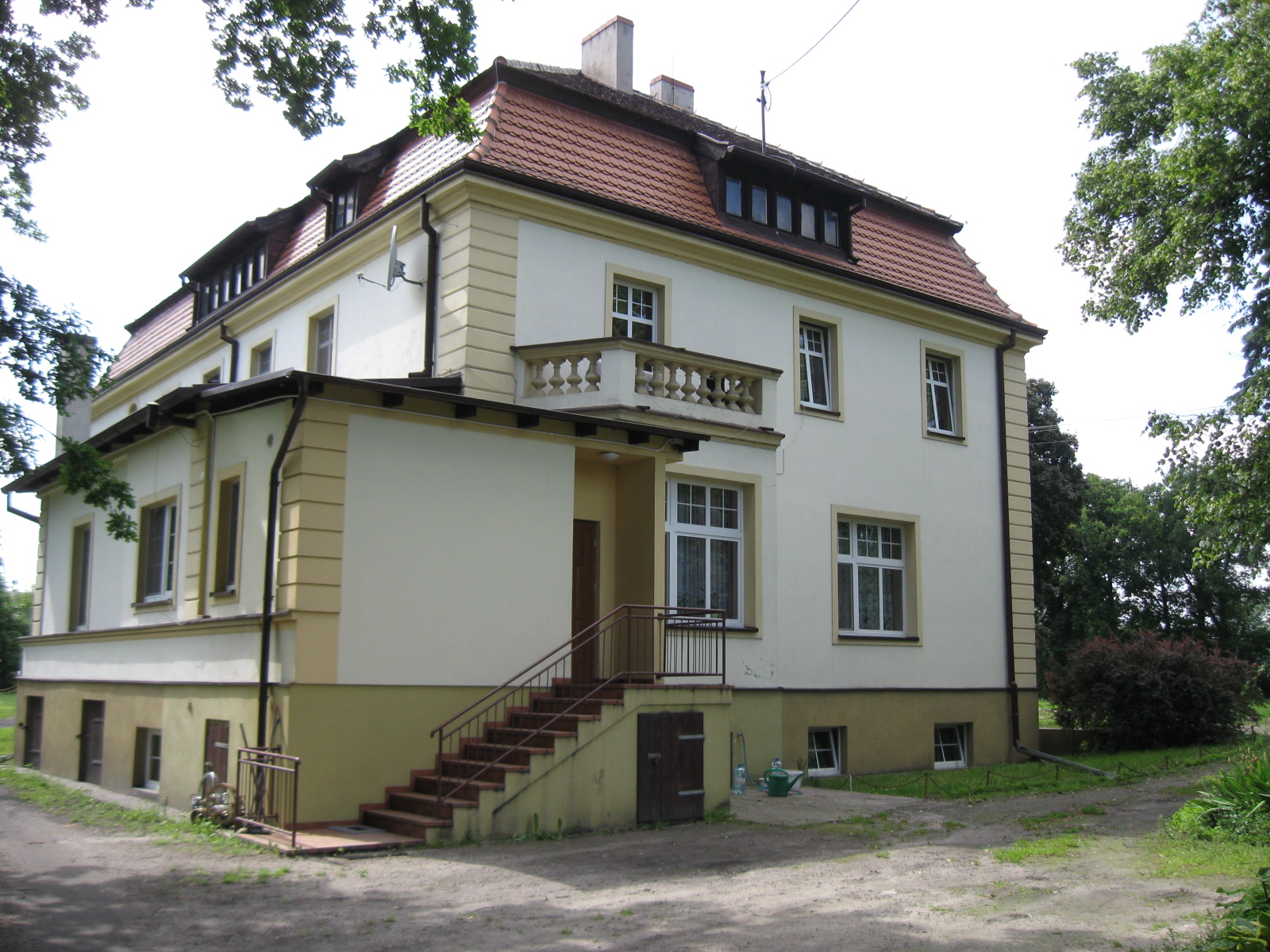
Dwór od strony zachodniej
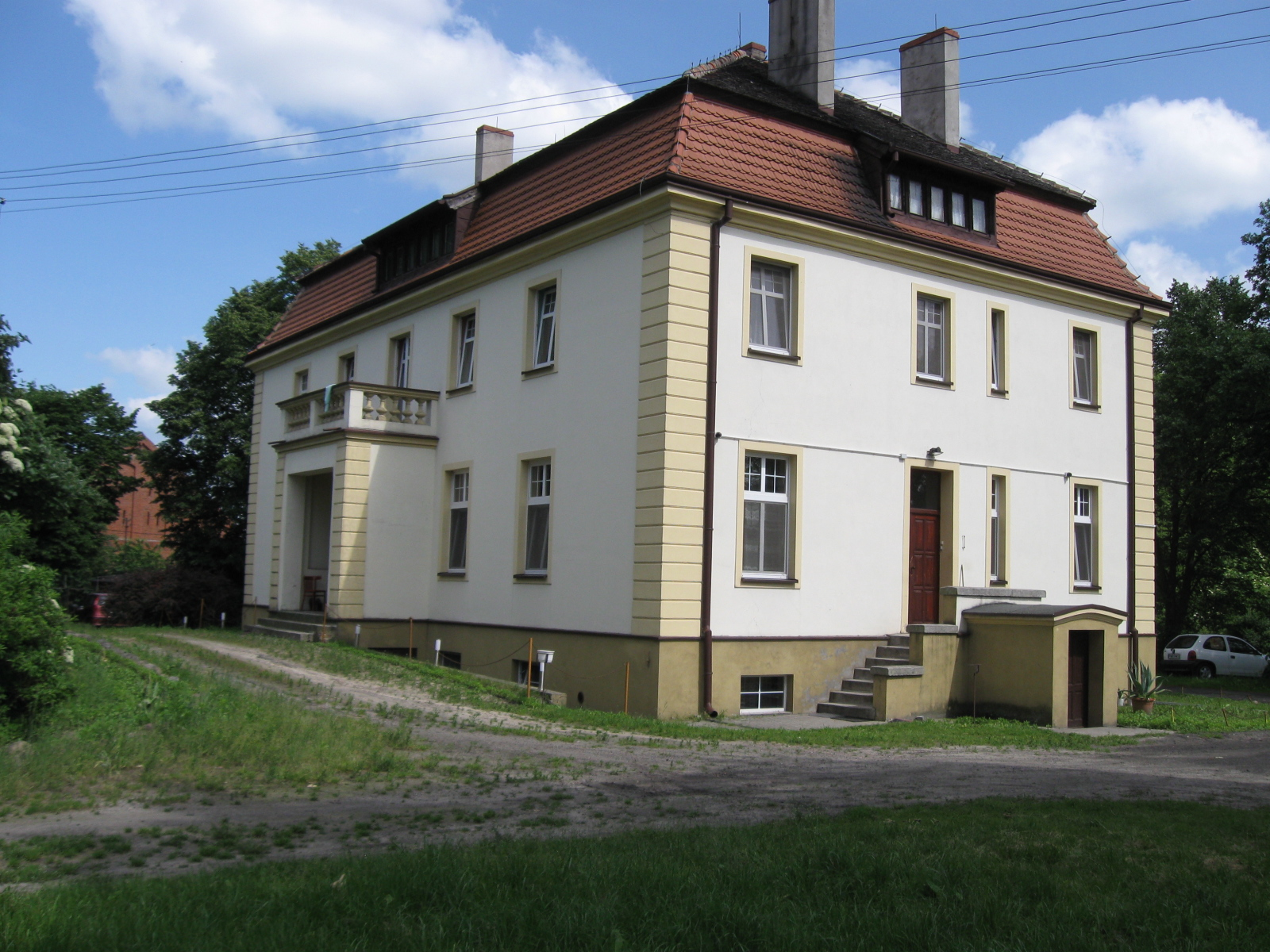
Dwór od strony wschodniej
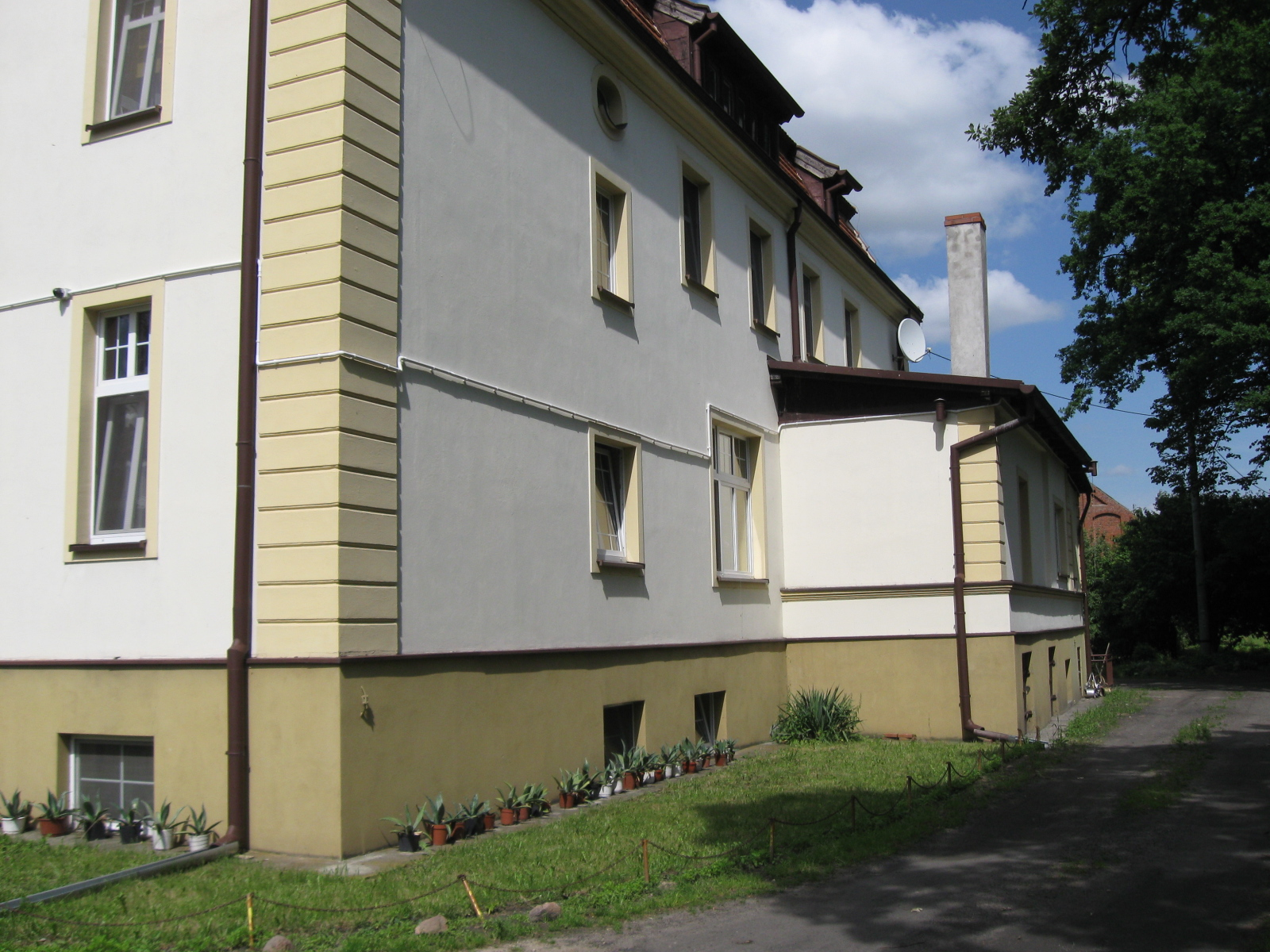
Dwór od strony południowej